# Preto (mitologia)

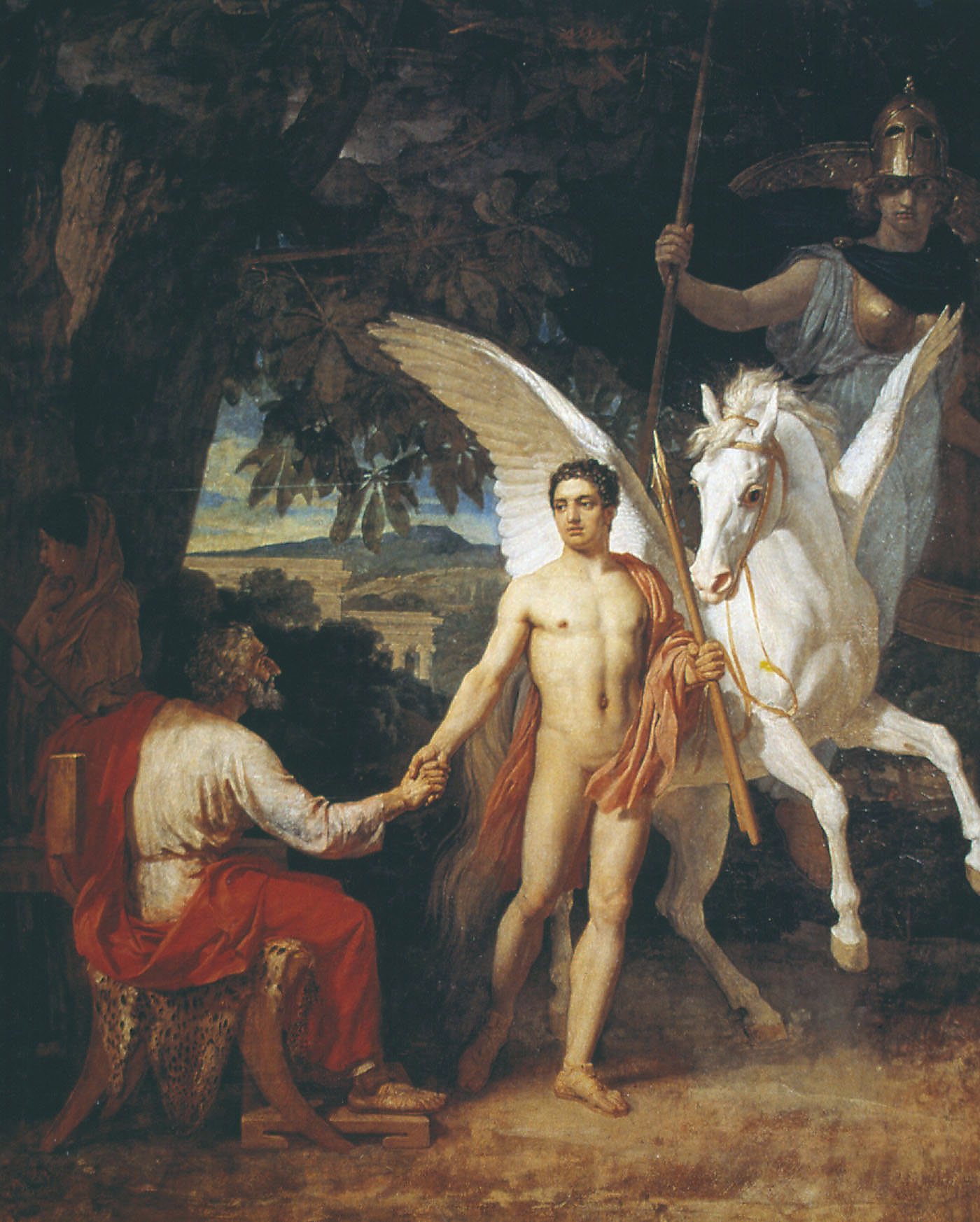
Ióbates desafia Belerofonte a derrotar a Quimera, pintura de Alexander Andreyevich Ivanov (1829). Através de Ióbates, Preto procurou matar o jovem, a quem considerava culpado de tentar seduzir a rainha.

Preto ou Proetus, na mitologia grega, foi um rei de Tirinto, filho de Abas, e pai de Megapente.

## Família
Acrísio e Preto eram irmãos gêmeos, filhos de Abas e Aglaia; Abas era filho de Linceu e Hipermnestra, e Aglaia era filha de Mantineu.

## Disputa por Argos
Os dois gêmeos brigaram desde quando estavam no útero materno, e, após crescerem, brigaram pelo reino de Argos; foi neste luta que, pela primeira vez, foram usados escudos.
Acrísio derrotou-o na disputa do trono de Argos e Preto fugiu para a Lícia, onde se casou com uma filha do Rei Ióbates (ou Amphianax) e se casou com sua filha, Antia (segundo Homero) ou Stheneboea, segundo os poetas trágicos. Segundo outra versão, Stheneboea, esposa de Preto, era filha de Afidas, filho de Arcas.
Preto então retornou para o Peloponeso com um exército de lícios, ocupou Tirinto, e construiu suas muralhas com ajuda dos ciclopes. Nesse momento, o território foi dividido, Acrísio ficando com Argos e Preto com Tirinto.
Pelos cálculos de Jerônimo de Estridão, Preto foi o décimo-terceiro rei de Argos, reinou por dezessete anos, de 1360 a 1343 a.C., e foi sucedido por Acrísio, que reinou por trinta e um anos, até que o reino de Argos foi extinto, se tornando submisso a Pélope e aos reis de Micenas.

## Rei de Tirinto
Preto teve três filhas com Stheneboea, Lysippe, Iphinoe e Iphianassa. As três filhas enlouqueceram; o motivo é variado, segundo Hesíodo, porque elas não quiseram aceitar os ritos de Dionísio, ou, segundo Acusilau, porque elas desonram uma imagem em madeira de Hera.
Melampo, filho de Amythaon e Idomene, filha de Abas, era um adivinho e tinha o conhecimento de cura através de drogas e purificações, e ofereceu curar as três filhas de Preto se ele recebesse um terço do reino. Preto recusou, e as filhas ficaram ainda piores em sua loucura, com outras mulheres se juntando a elas, inclusive matando os próprios filhos.
Preto então concordou com o preço, mas Melampo exigiu que seu irmão Bias também recebesse a mesma fração que ele receberia. Preto finalmente aceitou, e Melampo, com alguns homens, recolheu as mulheres e as curou, porém Iphinoe foi morta durante a perseguição.
Preto casou suas filhas sobreviventes com Melampo e Bias, e, depois disso, teve mais um filho, Megapente.
De acordo com Pausânias e Diodoro Sículo, estes eventos foram a partilha de Argos, e ocorreram durante o reinado de Anaxágoras, neto ou filho de Megapente.

## Preto e Belerofonte
Belerofonte, filho de Glauco, filho de Sísifo, após haver matado um parente próximo, se refugiou com Preto, que o purificou. Steneboea, esposa de Preto, se apaixonou por Belerofonte, que a rejeitou; ela então acusou Belerofonte de estar tentando seduzí-la; Preto acreditou, e enviou Belerofonte para Iobates, para que este matasse Belerofonte.

## Preto e Perseu
Acrísio, irmão de Preto, não tinha filhos homens, e perguntou ao oráculo como os teria, mas o oráculo respondeu que um filho de sua filha o mataria. Acrísio encerrou sua filha Dânae em uma câmera subterrânea de bronze, no entanto ela foi seduzida, ou por Preto, ou por Zeus, na forma de uma chuva de ouro. O filho de Dânae foi o herói Perseu, que matou a Medusa.

## Sucessão
Após Perseu haver matado, acidentalmente, seu avô Acrísio, ele não quis reinar sobre Argos, e trocou de reinos com Megapente, filho de Preto.